# Carapelle (gemeente)
Carapelle is een gemeente in de Italiaanse provincie Foggia (regio Apulië) en telt 6943 inwoners (31-8-2021). De oppervlakte bedraagt 24,9 km², de bevolkingsdichtheid is 237 inwoners per km².

## Demografie
Carapelle telt ongeveer 2008 huishoudens. Het aantal inwoners steeg in de periode 1991-2001 met 12,2% volgens cijfers uit de tienjaarlijkse volkstellingen van ISTAT.
| Jaar | Inwoneraantal |
| ---- | ------------- |
| 1991 | 5261          |
| 2001 | 5905          |

## Geografie
Carapelle grenst aan de volgende gemeenten: Cerignola, Foggia, Manfredonia, Ordona, Orta Nova.

## Geboren
- Ermanno Florio (1954), dirigent